# Пенсионная формула Германии
Пенсионная формула Германии, согласно немецкому законодательству, служит для расчёта установленной законом индивидуальной месячной пенсии. Формула определена в § 64 шестой книги Социального кодекса Германии (SGB VI).

## Пенсионная формула
Математически пенсионная формула выглядит так:
{\displaystyle {\text{Rente}}={\text{EP}}\cdot {\text{ZF}}\cdot {\text{RAF}}\cdot {\text{aRW}}}
где:

Rente — месячная пенсия, выраженная в евро (нем. Rente)
EP — сумма пенсионных баллов (нем. Entgeltpunkte)
ZF — выходной коэффициент (нем. Zugangsfaktor)
RAF — коэффициент, определяющий вид пенсии (нем. Rentenartfaktor)
aRW — актуальная стоимость пенсионного балла (нем. aktueller Rentenwert)
Пример расчёта пенсии по старости для 2011 года:
Работник, родившийся в 1946 году, проработал в Западной Германии 45 лет, исправно отчисляя в пенсионный фонд свои страховые взносы. При этом его зарплата всегда соответствовала среднестатистической зарплате всех застрахованных в данном пенсионном фонде, что даёт ему за каждый год 1 пенсионный балл. В возрасте 65 лет осенью 2011 года он выходит на пенсию по старости (RAF = 1) в соответствии с пенсионным законодательством Германии (ZF = 1). На момент выхода на пенсию (осень 2011 года) стоимость пенсионного балла равнялась aRW = 27,47 Евро.
Расчёт месячной пенсии для периода с осени 2011 года: 00 Rente = 45 х 1 х 1 х 27,47 = 1236,15 Евро/месяц.

### Пенсионные баллы EP
Пенсионные баллы EP отражают сумму пенсионных отчислений застрахованного за все годы его трудовой деятельности.

Согласно § 63  шестой книги Социального кодекса Германии (SGB VI), сумма пенсионных отчислений (взносов в пенсионный фонд) в течение одного года от зарплаты равной среднестатистической годовой зарплате всех застрахованных в пенсионном фонде даёт 1 пенсионный балл.
Таким образом пенсионные баллы:
- отражают зависимость пенсии от дохода: Пенсионный балл, заработанный в течение одного календарного года, отражает отношение индивидуального дохода застрахованного лица к среднему доходу застрахованных лиц того же календарного года.
- позволяют сопоставить пенсионные отчисления за разные годы: Для лица, претендующего на пенсию, важна относительная сумма выплаченных пенсионных отчислений, а не год уплаты этих отчислений.
- позволяют создать динамически зависимую от доходов пенсию: Пенсионные баллы вместе с актуальной стоимостью пенсионного балла aRW составляют основу динамической, привязанной к доходу пенсионной системы.

| 0Год0 | Тариф пенсионной страховки (доля работника + работодателя) | Западная Германия | Западная Германия | Восточная Германия | Восточная Германия |
| 0Год0 | Тариф пенсионной страховки (доля работника + работодателя) | Среднест. з/п     | Максимум          | Среднест. з/п      | Максимум           |
| ----- | ---------------------------------------------------------- | ----------------- | ----------------- | ------------------ | ------------------ |
| 1990  | 18,7 % (9,35 % + 9,35 %)                                   |                   |                   |                    |                    |
| 1991  | 17,7 % (8,85 % + 8,85 %)                                   |                   |                   |                    |                    |
| 1992  | 17,7 % (8,85 % + 8,85 %)                                   |                   |                   |                    |                    |
| 1993  | 17,5 % (8,75 % + 8,75 %)                                   |                   |                   |                    |                    |
| 1994  | 19,2 % (9,60 % + 9,60 %)                                   |                   |                   |                    |                    |
| 1995  | 18,6 % (9,30 % + 9,30 %)                                   |                   |                   |                    |                    |
| 1996  | 19,2 % (9,60 % + 9,60 %)                                   |                   |                   |                    |                    |
| 1997  | 20,3 % (10,15 % + 10,55 %)                                 |                   |                   |                    |                    |
| 1998  | 20,3 % (10,15 % + 10,15 %)                                 |                   |                   |                    |                    |
| 1999  | 19,5 % (9,75 % + 9,75 %)                                   |                   |                   |                    |                    |
| 2000  | 19,3 % (9,65 % + 9,65 %)                                   | 4480 DM           |                   | 3640 DM            |                    |
| 2001  | 19,1 % (9,55 % + 9,55 %)                                   | 4480 DM           |                   | 3780 DM            |                    |
| 2002  | 19,1 % (9,55 % + 9,55 %)                                   | 2345 €            |                   | 1960 €             |                    |
| 2003  | 19,5 % (9,75 % + 9,75 %)                                   | 2380 €            |                   | 1995 €             |                    |
| 2004  | 19,5 % (9,75 % + 9,75 %)                                   | 2415 €            |                   | 2030 €             |                    |
| 2005  | 19,5 % (9,75 % + 9,75 %)                                   | 2415 €            |                   | 2030 €             |                    |
| 2006  | 19,5 % (9,75 % + 9,75 %)                                   | 2450 €            |                   | 2065 €             |                    |
| 2007  | 19,9 % (9,95 % + 9,95 %)                                   | 2450 €            |                   | 2100 €             |                    |
| 2008  | 19,9 % (9,95 % + 9,95 %)                                   | 2485 €            |                   | 2100 €             |                    |
| 2009  | 19,9 % (9,95 % + 9,95 %)                                   | 2520 €            |                   | 2135 €             |                    |
| 2010  | 19,9 % (9,95 % + 9,95 %)                                   | 2555 €            |                   | 2170 €             |                    |
| 2011  | 19,9 % (9,95 % + 9,95 %)                                   | 2555 €            | 5500 €            | 2240 €             | 4800 €             |
| 2012  | 19,6 % (9,80 % + 9,80 %)                                   | 2625 €            | 5600 €            | 2240 €             | 4800 €             |
| 2013  | 18,9 % (9,45 % + 9,45 %)                                   | 2695 €            | 5800 €            | 2275 €             | 4900 €             |
| 2014  | 18,9 % (9,45 % + 9,45 %)                                   | 2765 €            | 5950 €            | 2345 €             | 5000 €             |
| 2015  | 18,7 % (9,35 % + 9,35 %)                                   | 2835 €            | 6050 €            | 2415 €             | 5200 €             |
| 2016  | 18,7 % (9,35 % + 9,35 %)                                   | 2905 €            | 6200 €            | 2520 €             | 5400 €             |
| 2017  | 18,7 % (9,35 % + 9,35 %)                                   | 2975 €            | 6350 €            | 2660 €             | 5700 €             |
| 2018  | 18,6 % (9,30 % + 9,30 %)                                   | 3045 €            | 6500 €            | 2695 €             | 5800 €             |
| 2019  | 18,6 % (9,30 % + 9,30 %)                                   | 3045 €            | 6500 €            | 2695 €             | 5800 €             |
| 2020  | 18,6 % (9,30 % + 9,30 %)                                   | 3045 €            | 6500 €            | 2695 €             | 5800 €             |
| 2021  | 18,6 % (9,30 % + 9,30 %)                                   |                   |                   |                    |                    |
| 2022  | 18,6 % (9,30 % + 9,30 %)                                   |                   |                   |                    |                    |
| 2023  | 18,6 % (9,30 % + 9,30 %)                                   |                   |                   |                    |                    |

Примечание: Для других видов пенсий существуют другие таблицы
Пример:
С 1 января 2014 года среднестатистическая зарплата всех застрахованных составляла 2765 евро для Западной Германии и 2345 евро для Восточной Германии. Если у застрахованного лица была такая же зарплата, то он заработал ровно 1 пенсионный бал. Если зарплата была в 2 раза меньше, то он заработал 0,5 пенсионных балла. Если в 2 раза больше, то 2 балла и т. д. Но есть ограничение, пенсионный бал не может быть больше определённого значения. Для 2014 в Западной Германии максимальный пенсионный бал был равен 2,151899. Он вычисляется как отношение максимума к среднестатистической зарплате (5950/2765).
Для некоторых периодов времени, как воспитание детей или уход за больным членом семьи, когда выплаты пенсионных страховок не проводились, так же предусмотрены определённые правила расчёта пенсионных баллов.

### Выходной коэффициент ZF
Данный коэффициент был внесён в пенсионную формулу в 1992 году.
При достижении пенсионного возраста, застрахованное лицо выходит на пенсию по старости. Для учёта времени выхода на пенсию используется выходной коэффициент ZF. Коэффициент ZF = 1, если выход на пенсию произошёл в возрасте, соответственно немецкому пенсионному законодательству. При более раннем выходе на пенсию коэффициент ZF будет меньше 1, а при более позднем выходе — больше 1.
При преждевременном выходе на пенсию выходной коэффициент ZF уменьшается на 0,003 за каждый календарный месяц преждевременного выхода. Это соответствует уменьшению пенсии на 0,3 % за каждый месяц. Данное уменьшение пенсии распространяется на весь период выплаты пенсии, и в дальнейшем не зависит от возраста получателя.
При более позднем выходе на пенсию выходной коэффициент ZF увеличивается на 0,005 за каждый календарный месяц, следующий после достижения установленного законом пенсионного возраста. Это соответствует увеличению пенсии на 0,5 % за каждый месяц.
Начиная с 1 января 2001 года данный коэффициент ZF введён так же для расчёта других видов пенсий. Порядок расчёта и величина коэффициента ZF для них определяются соответствующими правилами немецкого пенсионного законодательства.
| Выход на пенсию            | ZF (+/-)         |
| -------------------------- | ---------------- |
| раньше на 4 года (48 мес.) | 00,856 (-14,4 %) |
| раньше на 3 года (36 мес.) | 00,892 (-10,8 %) |
| раньше на 2 года (24 мес.) | 00,928 (-7,2 %)  |
| раньше на 1 год (12 мес.)  | 00,964 (-3,6 %)  |
| раньше на 1 месяц          | 00,997 (-0,3 %)  |
| по достиж. пенс. возраста  | 01,0000          |
| позже на 1 месяц           | 01,005 (+0,5 %)  |
| позже на 1 год (12 мес.)   | 01,060 (+6,0 %)  |
| позже на 2 года (24 мес.)  | 01,120 (+12,0 %) |
| позже на 3 года (36 мес.)  | 01,180 (+18,0 %) |
| позже на 4 года (48 мес.)  | 01,240 (+24,0 %) |

### Коэффициент RAF
Коэффициент RAF был внесён в пенсионную формулу в 1992 году и определяет вид пенсии.
Благодаря данному коэффициенту появилась возможность использовать пенсионную формулу для расчётов других видов пенсий.
| Вид пенсии                                     | 0RAF0 |
| ---------------------------------------------- | ----- |
| пенсия по старости                             | 01,0  |
| пенсия в связи с воспитанием ребёнка/детей     | 01,0  |
| пенсия в связи с полной нетрудоспособностью    | 01,0  |
| пенсия в связи с частичной нетрудоспособностью | 00,5  |
| пенсия вдовья/вдовца большая                   | 00,55 |
| пенсия вдовья/вдовца малая                     | 00,25 |
| пенсия сироты                                  | 00,2  |
| пенсия полусироты                              | 00,1  |

### Стоимость пенсионного балла aRW
Актуальная стоимость пенсионного балла рассчитывается ежегодно и публикуется 1 июля. Её величина зависит от размера зарплат, от уровня отчисляемых в пенсионный фонд страховок и от демографической ситуации в стране. Для расчёта актуальной стоимости пенсионного балла используется отдельная формула.
| Период       | Восточная Германия | Восточная Германия     | Западная Германия | Западная Германия      | Западная Германия      |
| Период       | aRW                | Изменение к пред. году | aRW               | Изменение к пред. году | уровень пенс. к доходу |
| ------------ | ------------------ | ---------------------- | ----------------- | ---------------------- | ---------------------- |
| 1960         |                    |                        | 6,34 DM           |                        | 53,2 %                 |
| 1970         |                    |                        | 12,90 DM          |                        | 52,2 %                 |
| 1980         |                    |                        | 27,39 DM          |                        | 50,2 %                 |
| 1990         | 15,95 DM           |                        | 39,58 DM          |                        | 50,2 %                 |
| с 01.01.1992 | 23,57 DM           | —                      | 41,44 DM          |                        | 48,5 %                 |
| с 01.07.1992 | 26,57 DM           | 12,73 %                | 42,63 DM          | 2,87 %                 | 48,5 %                 |
| с 01.01.1993 | 28,19 DM           | 6,1 %                  | 42,63 DM          | 2,87 %                 | 48,8 %                 |
| с 01.07.1993 | 32,17 DM           | 14,12 %                | 44,49 DM          | 4,36 %                 | 48,8 %                 |
| с 01.01.1994 | 33,34 DM           | 3,64 %                 | 44,49 DM          | 4,36 %                 | 49,7 %                 |
| с 01.07.1994 | 34,49 DM           | 3,45 %                 | 46,00 DM          | 3,39 %                 | 49,7 %                 |
| с 01.01.1995 | 35,45 DM           | 2,78 %                 | 46,00 DM          | 3,39 %                 | 49,2 %                 |
| с 01.07.1995 | 36,33 DM           | 5,33 %                 | 46,23 DM          | 0,50 %                 | 49,2 %                 |
| с 01.01.1996 | 37,92 DM           | 4,38 %                 | 46,23 DM          | 0,50 %                 | 48,5 %                 |
| с 01.07.1996 | 38,38 DM           | 1,21 %                 | 46,67 DM          | 0,95 %                 | 48,5 %                 |
| с 01.07.1997 | 40,51 DM           | 5,55 %                 | 47,44 DM          | 1,65 %                 | 48,7 %                 |
| с 01.07.1998 | 40,87 DM           | 0,89 %                 | 47,65 DM          | 0,44 %                 | 48,5 %                 |
| с 01.07.1999 | 42,01 DM           | 2,79 %                 | 48,29 DM          | 1,34 %                 | 48,4 %                 |
| с 01.07.2000 | 42,26 DM           | 0,60 %                 | 48,58 DM          | 0,60 %                 | 48,2 %                 |
| с 01.07.2001 | 43,15 DM           | 2,11 %                 | 49,51 DM          | 1,91 %                 | 48,0 %                 |
| с 01.01.2002 | 022,06224 €        |                        | 25,31406 €        |                        |                        |
| с 01.07.2002 | 22,70 €            | 2,89 %                 | 25,86 €           | 2,16 %                 | 48,3 %                 |
| с 01.07.2003 | 22,97 €            | 1,19 %                 | 26,13 €           | 1,04 %                 | 48,5 %                 |
| с 01.07.2004 | 22,97 €            | —                      | 26,13 €           | —                      | 48,6 %                 |
| с 01.07.2005 | 22,97 €            | —                      | 26,13 €           | —                      | 48,3 %                 |
| с 01.07.2006 | 22,97 €            | —                      | 26,13 €           | —                      | 47,8 %                 |
| с 01.07.2007 | 23,09 €            | 0,52 %                 | 26,27 €           | 0,54 %                 | 47,2 %                 |
| с 01.07.2008 | 23,34 €            | 1,08 %                 | 26,56 €           | 1,10 %                 | 46,6 %                 |
| с 01.07.2009 | 24,13 €            | 3,38 %                 | 27,20 €           | 2,41 %                 | 47,6 %                 |
| с 01.07.2010 | 24,13 €            | —                      | 27,20 €           | —                      | 47,2 %                 |
| с 01.07.2011 | 24,37 €            | 0,99 %                 | 27,47 €           | 0,99 %                 | 46,0 %                 |
| с 01.07.2012 | 24,92 €            | 2,26 %                 | 28,07 €           | 2,18 %                 | 45,4 %                 |
| с 01.07.2013 | 25,74 €            | 3,29 %                 | 28,14 €           | 0,25 %                 | 45,1 %                 |
| с 01.07.2014 | 26,39 €            | 2,53 %                 | 28,61 €           | 1,67 %                 | 44,4 %                 |
| с 01.07.2015 | 27,05 €            | 2,50 %                 | 29,21 €           | 2,10 %                 | 44,1 %                 |
| с 01.07.2016 | 28,66 €            | 5,95 %                 | 30,45 €           | 4,25 %                 | 44,5 %                 |
| с 01.07.2017 | 29,69 €            | 3,59 %                 | 31,03 €           | 1,90 %                 | 44,8 %                 |
| с 01.07.2018 | 30,69 €            | 3,37 %                 | 32,03 €           | 3,22 %                 | 44,6 %                 |
| с 01.07.2019 | 31,89 €            | 3,91 %                 | 33,05 €           | 3,18 %                 | 44,7 %                 |
| с 01.07.2020 | 33,23 €            | 4,20 %                 | 34,19 €           | 3,45 %                 |                        |
| с 01.07.2021 | 33,47 €            | 0,72 %                 | 34,19 €           | 3,45 %                 |                        |
| с 01.07.2022 | 35,52 €            | 6,12 %                 | 36,02 €           | 5,35 %                 |                        |
| с 01.07.2023 | 37,60 €            | 5,86 %                 | 37,60 €           | 4,39 %                 |                        |

## Возраст выхода на пенсию по старости
Согласно §35 2 SGB VI, стандартный возраст выхода на пенсию по старости в Германии наступает в 67 лет. Однако все пенсионеры, родившиеся до 1 января 1947 года, могут выйти на пенсию в возрасте 65 лет. Для всех пенсионеров, родившихся после 1 января 1947 года, стандартный возраст выхода на пенсию ежегодно увеличивается (см. таблицу ниже).
Пенсионеры, родившиеся после 1 января 1964 года, могут выйти на пенсию без вычетов только по достижении ими 67-летнего возраста. Согласно действующему пенсионному законодательству, это возможно только с 1 января 2031 года.
| Год рождения | Пенсионный возраст  | выход на пенсию   |
| ------------ | ------------------- | ----------------- |
| 1819 — 1851  | 70 лет              |                   |
| 1851 — 1946  | 65 лет              |                   |
| 1947         | 65 лет + 1 месяц    | 02.2012 — 01.2013 |
| 1948         | 65 лет + 2 месяца   | 03.2013 — 02.2014 |
| 1949         | 65 лет + 3 месяца   | 04.2014 — 03.2015 |
| 1950         | 65 лет + 4 месяца   | 05.2015 — 04.2016 |
| 1951         | 65 лет + 5 месяцев  | 06.2016 — 05.2017 |
| 1952         | 65 лет + 6 месяцев  | 07.2017 — 06.2018 |
| 1953         | 65 лет + 7 месяцев  | 08.2018 — 07.2019 |
| 1954         | 65 лет + 8 месяцев  | 09.2019 — 08.2020 |
| 1955         | 65 лет + 9 месяцев  | 10.2020 — 09.2021 |
| 1956         | 65 лет + 10 месяцев | 11.2021 — 10.2022 |
| 1957         | 65 лет + 11 месяцев | 12.2022 — 11.2023 |
| 1958         | 66 лет              | 01.2024 — 12.2024 |
| 1959         | 66 лет + 2 месяца   | 03.2025 — 02.2026 |
| 1960         | 66 лет + 4 месяца   | 05.2026 — 04.2027 |
| 1961         | 66 лет + 6 месяцев  | 07.2027 — 06.2028 |
| 1962         | 66 лет + 8 месяцев  | 09.2028 — 08.2029 |
| 1963         | 66 лет + 10 месяцев | 11.2029 — 10.2030 |
| 1964 и позже | 67 лет              | с 1 января 2031   |

Пенсионеры, застрахованные очень долгое время (45 и более лет), могут выйти на пенсию в 65 лет.

## Примеры расчётов

### Пример 1

Размер пенсии по старости в Германии, 2020 год. Доля получателей пенсии по старости в зависимости от размера пенсии.

Работник, родившийся в 1946 году, проработал в Западной Германии 45 лет, исправно отчисляя в пенсионный фонд свои страховые взносы. При этом его зарплата всегда соответствовала среднестатистической зарплате всех застрахованных в пенсионном фонде, что даёт ему за каждый год 1 пенсионный балл. В возрасте 65 лет осенью 2011 года он выходит на пенсию по старости (RAF = 1) в соответствии с пенсионным законодательством Германии (ZF = 1). На момент выхода на пенсию (осень 2011 года) стоимость пенсионного балла равнялась aRW = 27,47 Евро. С 1 июля 2014 года стоимость пенсионного балла была увеличена до aRW = 28,61 Евро.
Расчёт месячной пенсии для периода с осени 2011 года: 00 Rente = 45 х 1 х 1 х 27,47 = 1236,15 Евро/месяц.
Расчёт месячной пенсии для периода с 1 июля 2014 года: 00 Rente = 45 х 1 х 1 х 28,61 = 1287,45 Евро/месяц.

### Пример 2
Работник, родившийся в 1946 году, проработал в Западной Германии 45 лет, исправно отчисляя в пенсионный фонд свои страховые взносы. При этом его зарплата составляла 2/3 от среднестатистической зарплаты всех застрахованных в пенсионном фонде. В возрасте 65 лет осенью 2011 года он выходит на пенсию по старости (RAF = 1) в соответствии с пенсионным законодательством Германии (ZF = 1).
Расчёт месячной пенсии для периода с осени 2011 года: 00 Rente = 45 х 2/3 х 1 х 27,47 = 824,10 Евро/месяц.
Расчёт месячной пенсии для периода с 1 июля 2014 года: 00 Rente = 45 х 2/3 х 1 х 28,61 = 858,30 Евро/месяц.